# Ołeksij Wakułenko
Ołeksij Borysowycz Wakułenko (ukr. Олексій Борисович Вакуленко; ur. 28 marca 1981 w Kramatorsku, zm. 3 marca 2007 tamże) – ukraiński zapaśnik w stylu klasycznym. Olimpijczyk z Aten 2004, gdzie zajął czwarte miejsce w kategorii 55 kg. Piąty w mistrzostwach świata w 2006. Zdobył brązowy medal na mistrzostwach Europy w 2003. Brązowy medalista mistrzostw świata i Europy juniorów w 2000 roku.